# Dicranomyia repanda
Dicranomyia repanda är en tvåvingeart som beskrevs av Edwards 1923. Dicranomyia repanda ingår i släktet Dicranomyia och familjen småharkrankar. Inga underarter finns listade i Catalogue of Life.